# Aman Doktor
Albums de Candan Erçetin
Remix'5 Kırık Kalpler Durağında
Dans son album Aman Doktor, Candan Erçetin reprend des chansons anciennes communes aux cultures turques et grecques, et d'ailleurs, les chansons sont chantées dans les deux langues (sauf Çadırımın Üstüne qui est uniquement en turc). Quant à Küçük Yaşta Aldım Sazı Elime, elle est connue en Grèce avec les paroles turques, mais Sophia Kompotiati l'a adaptée en grec et turc.

## Liste des chansons
1. Aman Doktor - Ο ΓΙΑΤΡΟΣ
2. Bir Dalda İki Kiraz / Sallasana Sallasana - ΣΑΛΑ ΣΑΛΑ
3. Darıldın Mı Gülüm Bana - ΧΑΡΙΚΛΑΚΙ
4. İndim Havuz Başına v.1 - ΤΙ ΤΑ ΘΕΛΕΙΣ ΤΑ ΛΕΦΤΑ
5. Küçük Yaşta Aldım Sazı Elime - ME TO ΣAZI MOY ΣTA XEPIA
6. Zeytinyağlı Yiyemem Aman - ΓIATI ΘEΣ NA ΦYTΓEIΣ
7. Telgrafın Tellerine Kuşlar Mı Konar - ΑΕΡΟΠΛΑΝΟ ΘΑ ΠΑΡΩ
8. Ada Sahillerinde Bekliyorum - ΜΑΤΙΑ ΜΟΥ, ΜΑΤΙΑ ΜΟΥ
9. Kadifeden Kesesi - ΚΑΔΙΦΗΣ
10. Kalenin Bedenleri - ΣΗΚΩ ΧΟΡΕΨΕ ΚΟΥΚΛΙ ΜΟΥ
11. İzmir'in Kavakları - ΤΣΑΚΙΤΖHΣ
12. Çadırımın Üstüne/Sürüverin Cezveler Kaynasın
13. İndim Havuz Başına v.2 - ΤΙ ΤΑ ΘΕΛΕΙΣ ΤΑ ΛΕΦΤΑ